# Illa Bam
Bam, també anomenada Bem, és una petita illa volcànica de Papua Nova Guinea que es troba al nord de Nova Guinea. És la més meridional de les illes Schouten. L'illa, boscosa, el 2018 tenia una població d'unes 3.000 persones.
L'illa està formada per un estratovolcà que s'eleva fins als 685 msnm, el cim més alt de l'arxipèlag. Té uns 3 km de diàmetre i una superfície de tan sols 3,8 km². Al cim hi ha un cràter de 300 metres d'ample i 180 metres de profunditat. El primer registre d'una erupció a l'illa es remunta al 1872, que va obligar els seus habitants a abandonar temporalment l'illa. Les erupcions solen ser petites en explosivitat, limitant-se a l'interior del cràter. La darrera erupció registrada va ser el 1960.